# Comuna Șaba, Cetatea Albă
Șaba (în ucraineană Шабо, transliterat: Șabo) este o comună în raionul Cetatea Albă, regiunea Odesa, Ucraina, formată din satele Achembet și Șaba-Târg (reședința).

## Demografie
Componența lingvistică a comunei Șaba
     Ucraineană (66,79%)
     Rusă (30,83%)
     Alte limbi (1,91%)
Conform recensământului din 2001, majoritatea populației comunei Șaba era vorbitoare de ucraineană (66,79%), existând în minoritate și vorbitori de rusă (30,83%).